# Rhizomys sinensis
Rhizomys sinensis este o specie de rozătoare din familia Spalacidae, răspândită în Asia. 

## Descriere
Lungimea capului plus cea a trunchiului este de 216 până la 380 mm, iar cea a cozii de 50 până la 96 mm. Greutatea este de 1.875 până la 1.950 g. Blana este moale și, spre deosebire de balan speciei strâns înrudite Rhizomys pruinosus, lipsită de peri de contur. Pe laterala feței și pe creștet, blana este brună închis cu tentă cenușie mai rară, iar pe trunchi este de un brun mai palid cu tentă cenușie. Partea ventrală are puțin păr. R. sinensis are un craniu mai puțin adânc decât cel al speciei R. pruinosus.

## Răspândire și habitat
Rhizomys sinensis este găsită în provinciile Guangxi, Shaanxi, Jiangxi, Guangdong, Fujian, Anhui, Gansu, Guizhou, Hubei, Zhejiang, Sichuan, Hunan și Yunnan din China, în nordul Myanmarului și nordul Vietnamului și posibil și în Laos. Habitatul său este alcătuit din desișuri de bambus situate de obicei la altitudine mare, din plantații și din păduri de pin. Cea mai mică altitudine la care viețuiește este de 1.219 m, iar cea mai mare este de 3.962 m.

## Biologie
Cu excepția perioadei de reproducere, R. sinensis este o specie solitară. Se reproduce de-a lungul întregului an, apogeul fiind primăvara; femela naște doi până la patru  pui (maxim opt) lipsiți de blană. Aceștia sunt înțărcați la vârsta de trei luni. Teritoriul este marcat de patru până la șapte mormane de sol care marchează intrările astupate (20–40 cm în înălțime și 50–80 cm în diametru). Galeriile au 20–30 cm în adâncime și până la 45 m în lungime. Tuneluri astupate ușor cu sol, folosite pentru fugă, sunt mereu la îndemână. Camera cuibului are 20–25 cm în diametru și este căptușită cu frunze de bambus. R. sinensis se hrănește preponderent cu lăstari și rădăcini de bambus, de obicei la suprafață. Se mută în altă vizuină după aproximativ un an, din cauza faptului că resursele de hrană se epuizează. Printre prădătorii acestei specii se numără leopardul zăpezilor și panda roșu.

## Stare de conservare
R. sinensis are un areal foarte foarte larg, este comună în unele localități, este considerată un dăunător pentru plantații în unele zone ale Chinei și se presupune că are o populație mare. 
Principala amenințare căreia îi face față este vânarea de către oameni pentru hrană. R. sinensis este crescută în sudul Chinei din anii 1990 încoace ca sursă de carne. În 2011, numărul animalelor crescute depășea 30 de milioane în China, aceasta fiind răspândite în principal în provinciile Guangxi, Hunan, Guangdong, Jiangxi și Zhejiang. Uniunea Internațională pentru Conservarea Naturii a clasificat specia R. sinensis drept neamenințată cu dispariția.

## Paraziți
Nu se cunosc multe despre paraziții speciei R. sinensis. Au fost semnalate protozoarele Cryptosporidium spp. și Giardia duodenalis și nematodul Trichinella spiralis. Un studiu din 2021 a descoperit că 4,6 % din animalele crescute în provincia Hunan, în sud-centrul Chinei, erau infectate de protozoarul Blastocystis sp., un patogen zoonotic.